# نزاع مرتفعات قره باغ
يُعدّ نزاع مرتفعات قره باغ القائم نزاعًا إقليميًا وإثنيًا بين أرمينيا وأذربيجان حول إقليم مرتفعات قره باغ المتنازع عليه وسبع مناطق محيطة به، والتي سيطرت عليها جمهورية أرتساخ المُنصّبَة ذاتيًا بحكم الأمر الواقع، إلا أنها معترف بها دوليًا كجزء من أذربيجان بحكم القانون. تعود جذور النزاع إلى أوائل القرن العشرين. في ظل الاتحاد السوفيتي، قرر جوزيف ستالين جعل إقليم مرتفعات قرة باغ منطقة مستقلة ذاتيًا عن أذربيجان السوفيتية. بدأ النزاع الحالي في عام 1988، عندما طلب الأرمن القاطنون في قاراباغ نقل سلطتها من أذربيجان السوفيتية لتصبح تابعة لأرمينيا السوفيتية. تفاقم النزاع إلى حرب شاملة في أوائل تسعينيات القرن العشرين.
وفرت هدنة إطلاق وقف النار الموقعة في عام 1994 عقدين من الاستقرار النسبي، والذي تدهور بشدة مع تزايد الإحباط الذي شعرت به أذربيجان إزاء الوضع الراهن، على خلاف مع الجهود الأرمينية الرامية لترسيخ هذا الوضع. أصبح التصعيد الذي دام أربعة أيام في أبريل 2016 أخطر انتهاك لوقف إطلاق النار حتى الآن. منذ ذلك الحين، ازدادت إمكانية تجدد الأعمال العدائية الخطيرة بصورة كبيرة.

## خلفية
مع إطلاق برنامج البيريسترويكا وحل الاتحاد السوفيتي في عام 1989، تصاعدت التوترات العرقية بين الأرمن والأذربيجانيين في إقليم مرتفعات قرة باغ.
منذ عام 2017، لوحظ أن الرأي العام لدى الطرفين «يزداد رسوخًا وعدائية وتعنتًا». من هذا المنطلق، قد تهدد التنازلات المتبادلة التي من شأنها تخفيف حدة التوترات في الأمد الأبعد الاستقرار الداخلي وبقاء النخبة الحاكمة، وبالتالي لن تترك أي حافز للتوصل إلى تسوية.

## تسلسل زمني

### حرب مرتفعات قرة باغ (1988- 1994)
حرب مرتفعات قرة باغ، والمعروفة أيضًا بحرب تحرير أرتساخ في أرمينيا ومرتفعات قرة باغ، هي نزاع مسلح نشب في أواخر ثمانينيات القرن العشرين وحتى مايو 1994، في أراضي مرتفعات قرة باغ الحبيسة جنوب غرب أذربيجان، دار النزاع بين جمهورية أذربيجان والأغلبية العرقية الأرمينية في إقليم مرتفعات قرة باغ بدعم من جمهورية أرمينيا[بحاجة لمصدر]. مع تقدم الحرب، تورطت أرمينيا وأذربيجان، الجمهوريتين السوفيتيتين السابقتين، في حرب مطولة لم يُعلن عنها في المرتفعات الجبلية في قاراباغ بينما حاولت أذربيجان قمع الحركة الانفصالية في مرتفعات قرة باغ.
صوت البرلمان في إقليم قرة باغ لصالح الاتحاد مع أرمينيا. أُجري استفتاء قاطعه سكان مرتفعات قرة باغ الأذربيجانيون، صوت فيه معظم الناخبين لصالح الاستقلال. بدأت المطالبات بالتوحد مع أرمينيا، والتي تجددت في عام 1988، بطريقة سلمية نسبيًا. مع تفكك الاتحاد السوفيتي، تحولت التوترات تدريجيًا إلى نزاع عنيف متزايد بين الأرمن العرقيين والأذربيجانيين. قدم الطرفان مزاعم بخصوص التطهير العرقي والمذابح التي ارتكبها الطرف الآخر.
اندلعت المواجهات بين الطرفين بعد وقت قصير من تصويت برلمان إقليم مرتفعات قرة باغ المتمتع بالحكم الذاتي في أذربيجان على توحيد المنطقة مع أرمينيا في 20 فبراير 1988. يسرت ظروف تفكك الاتحاد السوفيتي لنشوء حركة انفصالية أرمينية في أذربيجان السوفيتية. كان إعلان الانفصال عن أذربيجان العاقبة الأخيرة للصراع الإقليمي بشأن الأرض. مع إعلان أذربيجان استقلالها عن الاتحاد السوفيتي وإلغاء السلطات الممنوحة لحكومة إقليم فرة باغ الحبيس، صوتت الأغلبية الأرمينية للانفصال عن أذربيجان. أعلنوا خلال ذلك عن جمهورية مرتفعات قرة باغ غير المعترف بها.
اندلع قتال واسع النطاق في أواخر شتاء عام 1992. لم تفلح الوساطة الدولية التي قامت بها عدة مجموعات، بما في ذلك منظمة الأمن والتعاون في أوروبا، بالتوصل إلى تسوية. في ربيع عام 1993، استولت القوات الأرمينية على أراض خارج الإقليم الحبيس نفسه، ما هدد بتحفيز انخراط دول أخرى في المنطقة. بنهاية الحرب في عام 1994، سيطر الأرمن كليًا على معظم الإقليم ويتمتعون حاليًا بالسيطرة على نحو 9 % من أراضي أذربيجان خارج الإقليم. شُرِّد ما يصل إلى 230,000 أرمني من أذربيجان و 800,000 أذربيجاني من أرمينيا قاراباغ جراء النزاع. في مايو 1994، جرى التوقيع على وقف إطلاق نار بوساطة روسية، وعُقدت محادثات السلام بين أرمينيا وأذربيجان منذ ذلك الحين، بوساطة من مجموعة مينسك التابعة لمنظمة الأمن والتعاون في أوروبا.
نشبت بعض الاشتباكات في الأعوام التي تلت وقف إطلاق النار عام 1994.

### الاشتباكات الحدودية
بدأت اشتباكات ماردكرت في 4 مارس عقب اندلاع احتجاجات الانتخابات الأرمينية في عام 2008. تضمنت الاشتباكات قتالًا شديدًا بين قوات أهل المنطقة من الغالبية الأرمينية والقوات الأذربيجانية على منطقة مرتفعات قرة باغ المتنازع عليها منذ وقف إطلاق النار في عام 1994 بعد حرب مرتفعات قرة باغ.
اتهمت مصادر أرمينية أذربيجان بمحاولة استغلال الاضطرابات الجارية في أرمينيا. ألقت المصادر الأذربيجانية باللوم على أرمينيا، مدعية أن الحكومة الأرمينية تسعى لصرف الانتباه عن التوترات الداخلية في أرمينيا.
في أعقاب الحادثة، في 14 مارس، أجرت الجمعية العامة للأمم المتحدة تصويتًا مسجلًا بأغلبية 39 صوتًا مقابل 7 أصوات ضد القرار رقم 62/243، والذي يطالب بانسحاب جميع القوات الأرمينية فورًا من الأراضي المحتلة في أذربيجان.

#### أعمال العنف عام 2010
في فبراير 2010، تمثلت الاشتباكات في قرة باغ بتبادل إطلاق نار متقطع في 18 فبراير على خط الاتصال الذي يفصل بين القوات العسكرية الأذربيجانية وقاراباغ الأرمينية. اتهمت أذربيجان القوات الأرمينية بإطلاق النار على المواقع الأذربيجانية بالقرب من قرى تاب قراقويونلو وكيزيلوبا وغابانلي ويوسفجانلي وجواهرلي، وفي مرتفعات مقاطعة آقدام بنيران الأسلحة الصغيرة بما في ذلك القناصة. نتيجة لذلك، قُتل ثلاثة جنود أذربيجانيين وأُصيب آخر بجروح.
كانت المناوشات التي اندلعت في ماردكرت عام 2010 عبارة عن سلسلة من الانتهاكات لقرار وقف إطلاق النار في مرتفعات قرة باغ. جرت أحداث هذه العمليات عبر خط الاتصال الفاصل بين أذربيجان والقوات العسكرية الأرمينية الإثنية في جمهورية مرتفعات قرة باغ غير المعترف بها ولكنها مستقلة بحكم الأمر الواقع. اتهم كل طرف الآخر بانتهاك هدنة وقف إطلاق النار. كانت هذه أسوأ انتهاكات وقف إطلاق النار (الذي ظل قائمًا منذ عام 1994) خلال عامين، مخلفة القوات الأرمينية بأشد الخسائر في الأرواح منذ اشتباكات ماردكرت في مارس 2008.
قُتِل 74 جنديًا من كلا الطرفين في الفترة بين عامي 2008 و2010.

#### القتال المستمر 2011- 2013
في أواخر أبريل 2011، أسفرت اشتباكات حدودية عن مقتل ثلاثة جنود من مرتفعات قرة باغ، وفي 5 أكتوبر، قُتِل اثنان من الأذربيجانيين وجندي أرمني. قُتِل 10 جنود أرمن على مدار العام.
في العام التالي، وقعت اشتباكات حدودية بين القوات المسلحة الأرمينية والاذربيجانية في الفترة الممتدة بين أواخر أبريل إلى مطلع يونيو. أسفرت الاشتباكات عن مقتل خمسة جنود أذربيجانيين وأربعة جنود أرمن. في عام 2012، قُتِل 19 جنديًا أذربيجانيًا و14 جنديًا أرمينيًا. أفاد تقرير آخر أن عدد القتلى الأذربيجانيين بلغ 20 قتيلًا.
على مدار عام 2013، قُتل 12 جنديًا أذربيجانيًا و7 جنود أرمن في اشتباكات حدودية.